# Santa Helena (ilha)
Santa Helena (em inglês: Saint Helena) é o principal componente do território britânico ultramarino de Santa Helena, Ascensão e Tristão da Cunha, localizado praticamente a meio do Atlântico Sul, mas geralmente englobada nos territórios africanos por se encontrar mais perto de África do que da América do Sul. Tendo sido colónia até 1981, a ilha de Santa Helena (122 km² e 4 255 habitantes) tem como território mais próximo a ilha de Ascensão, seguindo-se a costa africana do sul de Angola e do norte da Namíbia, a leste. Sua capital é Jamestown. Trata-se de uma das ilhas que se situam sobre a cordilheira submarina Dorsal Mesoatlântica.

## História
A ilha de Santa Helena foi descoberta em 1502 pelo navegador galego João da Nova, que na ocasião estava a serviço de Portugal. João da Nova dirigia-se à Índia, tendo nessa viagem também descoberto a ilha de Ascensão.
Porém, segundo o cronista Gaspar Correia, a ilha entra verdadeiramente para a História com D. Garcia de Noronha, capitão-mor da armada de seis naus que partiu de Lisboa para a Índia em 1511. Nessa viagem ele não só terá avistado a ilha; mais importante que isso, os seus pilotos colocaram-na nos seus mapas. Esse acontecimento seria decisivo para transformar Santa Helena numa escala regular para as armadas que regressavam da Índia para Portugal, desde essa data até ao século XVII.
O primeiro habitante permanente da ilha foi o soldado português Fernão Lopes, que lá permaneceu isolado de 1515 a 1545, exceto durante breve visita à Europa.
Portugal nunca colonizou Santa Helena, sendo que a ilha veio a ser ocupada pela marinha britânica no século XIX.
Napoleão Bonaparte faleceu exilado em Santa Helena. A indústria do turismo local explora muito este particular aspecto da história, bem como o calmo estilo de vida de sua população.
Curiosamente, Santa Helena não possui nenhuma praia, sendo o seu litoral completamente rochoso. Também por este motivo a ilha era utilizada como prisão. Não há uma saída fácil do interior da ilha que não seja através da capital Jamestown.
Todo o transporte de pessoas e cargas era feito através de barcos. A ilha possui um navio, chamado RMS St Helena, que faz uma rota passando por Inglaterra, Irlanda, Ilhas Canárias, Ascensão, Santa Helena, África do Sul e Namíbia. A passagem pela Namíbia é ainda experimental. 
O primeiro Aeroporto de Santa Helena ( IATA: HLE, ICAO: FHSH) terminou de ser construído em 2016 e teve sua inauguração realizada em junho desse ano. Entretanto, devido aos fortes ventos que atingem a ilha, que tem a alta média de 20 nós (37 km/h), o aeroporto não pode operar voos comerciais em função de restrições que ameaçam a segurança no pouso de aeronaves comerciais. A sul-africana Comair tentou iniciar operações na Ilha com o Boeing 737-800 partindo de Windhoek. Foram feitos alguns voos de testes, mas o vento estava tão forte que a operação na Ilha não foi julgada como segura por ultrapassar os limites de vento cruzado da aeronave.  A companhia aérea Airlink, da África do Sul, iniciará voos regulares entre Joanesburgo, Cidade do Cabo e a ilha com o Embraer E190, aeronave brasileira que no início de 2017 provou ser capaz de pousar com segurança na ilha. Técnicos e pilotos da companhia brasileira realizaram diversos testes antes de garantir que a aeronave poderia pousar com segurança no local.  A empresa ofereceu ainda treinamento aos pilotos da companhia sul africana em simuladores com condições muito semelhantes às encontradas na ilha. O aeroporto contribuirá para viabilizar economicamente a ilha, principalmente pelo turismo. Santa Helena é ainda muito dependente de recursos vindos da Inglaterra.
Santa Helena está a ser reflorestada. O projecto denomina-se Millenium Forest.

## Demografia
A ilha de Santa Helena (território) tem uma população pequena, com aproximadamente 4 mil habitantes, em sua grande maioria descendentes dos colonos britânicos, dos empregados da Companhia Britânica das Índias Ocidentais e dos trabalhadores trazidos do sul da Ásia, Índias Ocidentais, Madagascar e China. A língua falada na ilha é o Inglês.

## Galeria

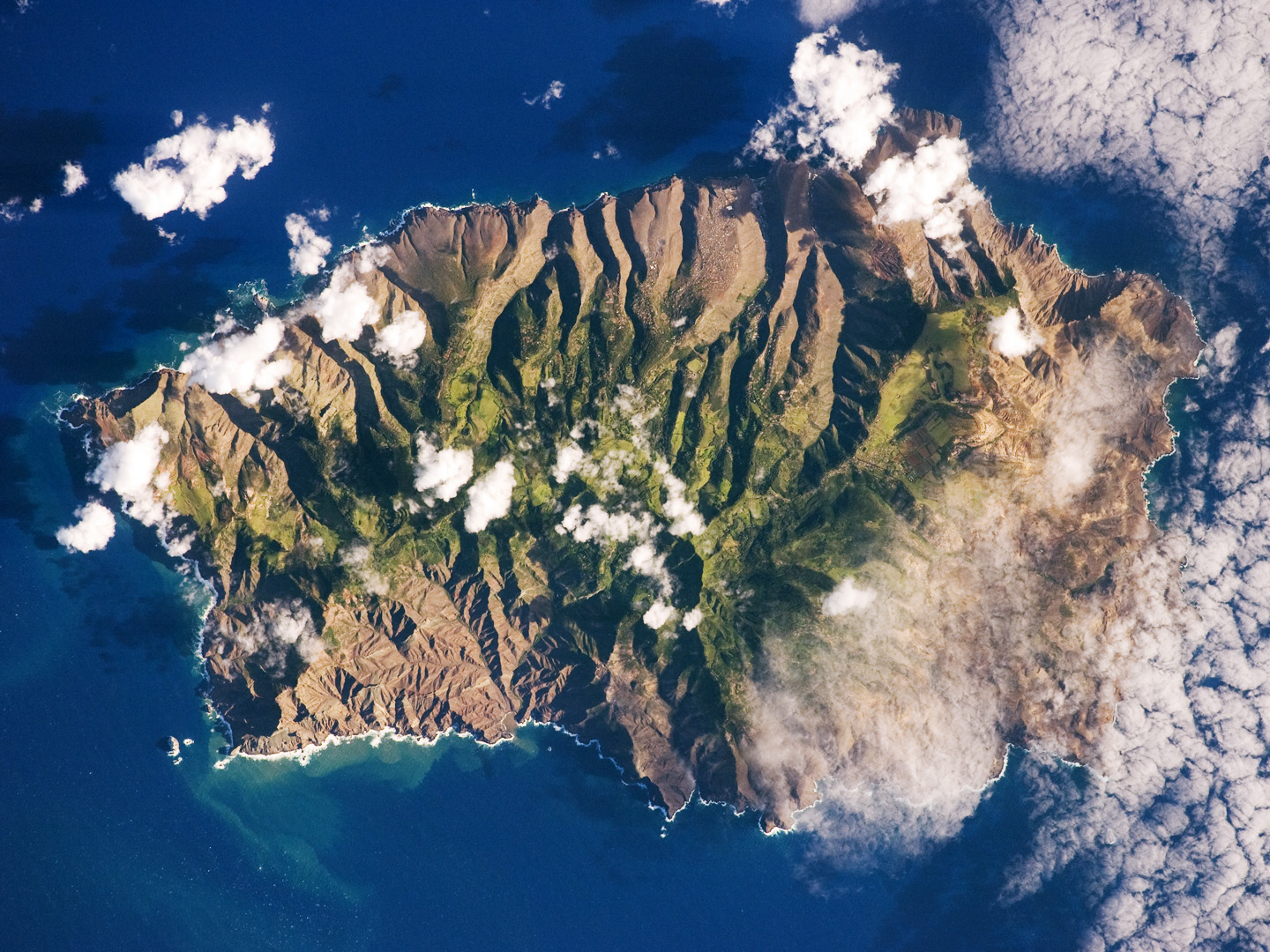
Fotografia da ilha de Santa Helena tirada pela tripulação da Expedição 19 da NASA.
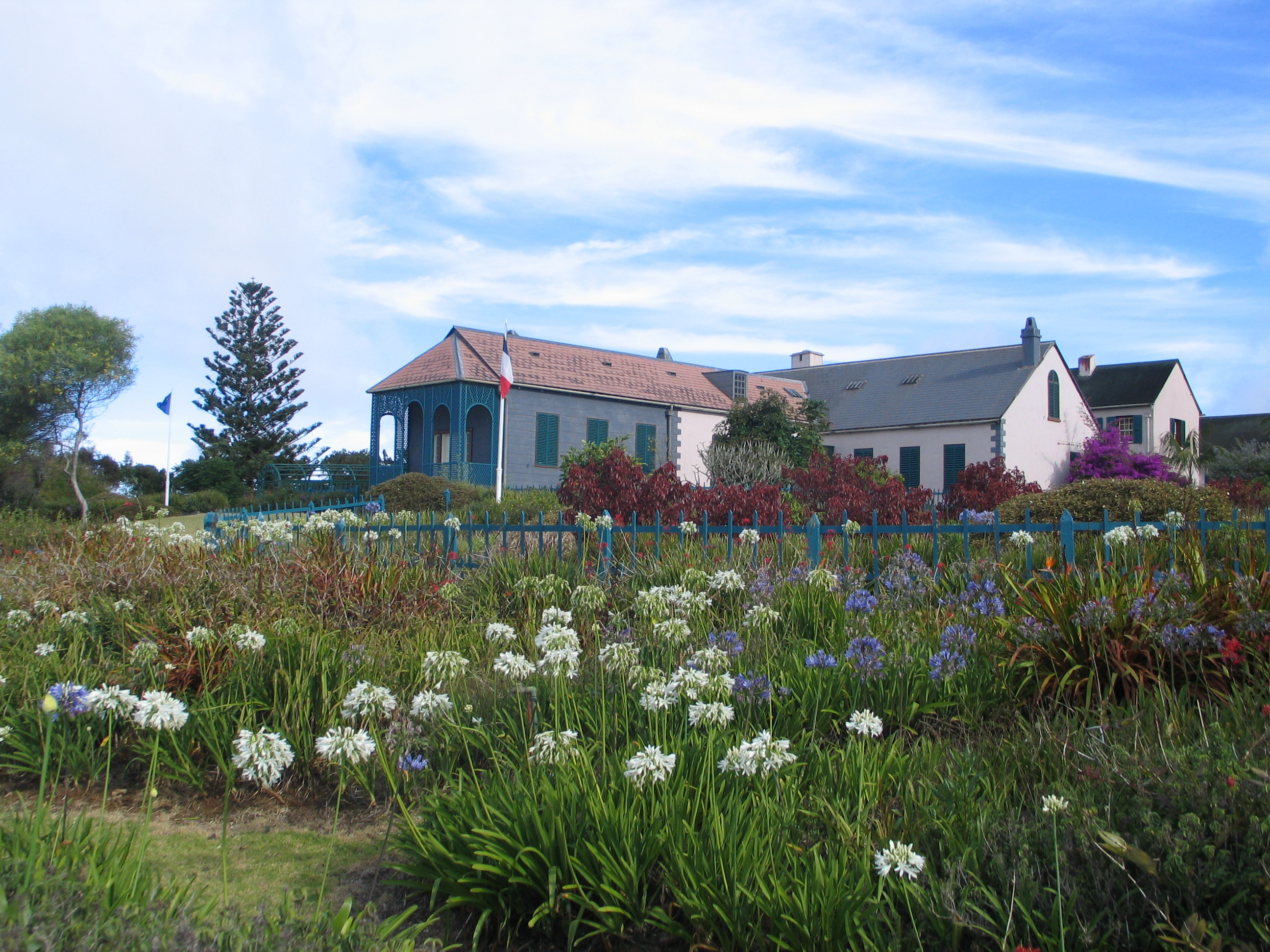
A Longwood House, onde Napoleão Bonaparte residiu durante boa parte do seu exílio na ilha.
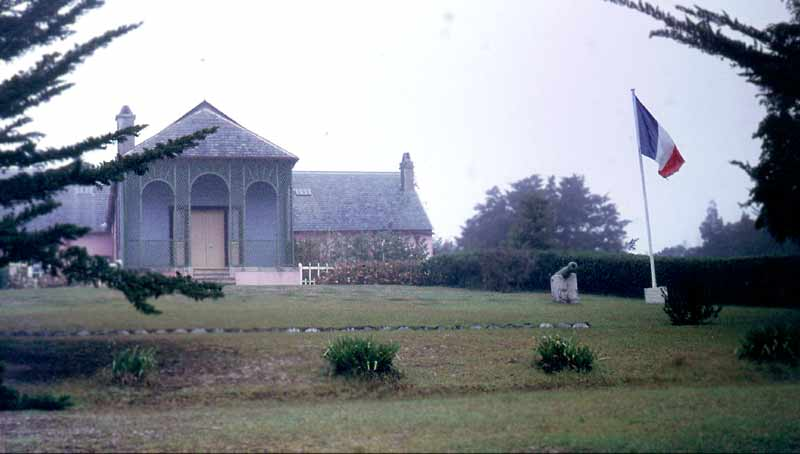
Foto da Longwood House em 1970.
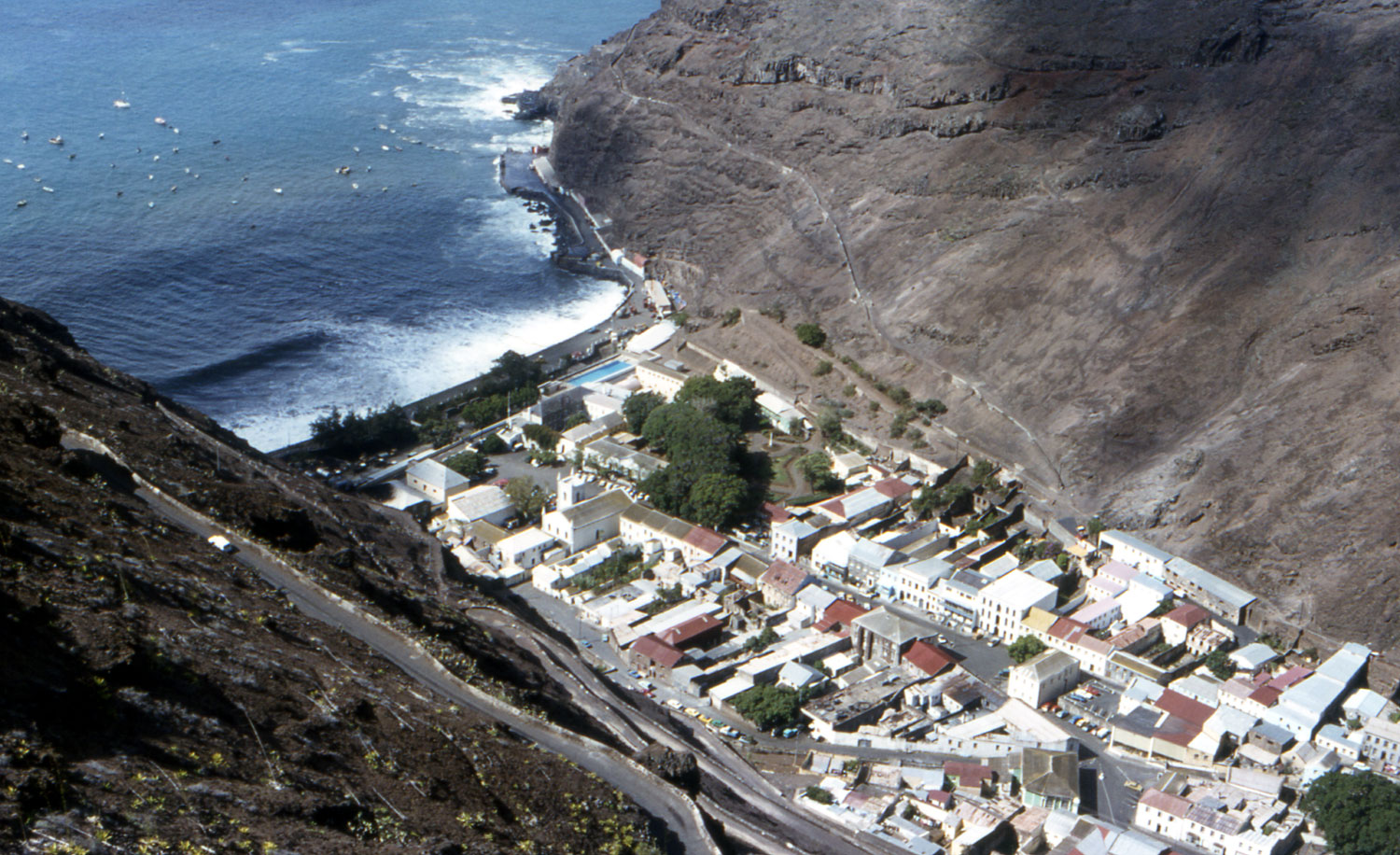
Vista de Jamestown.
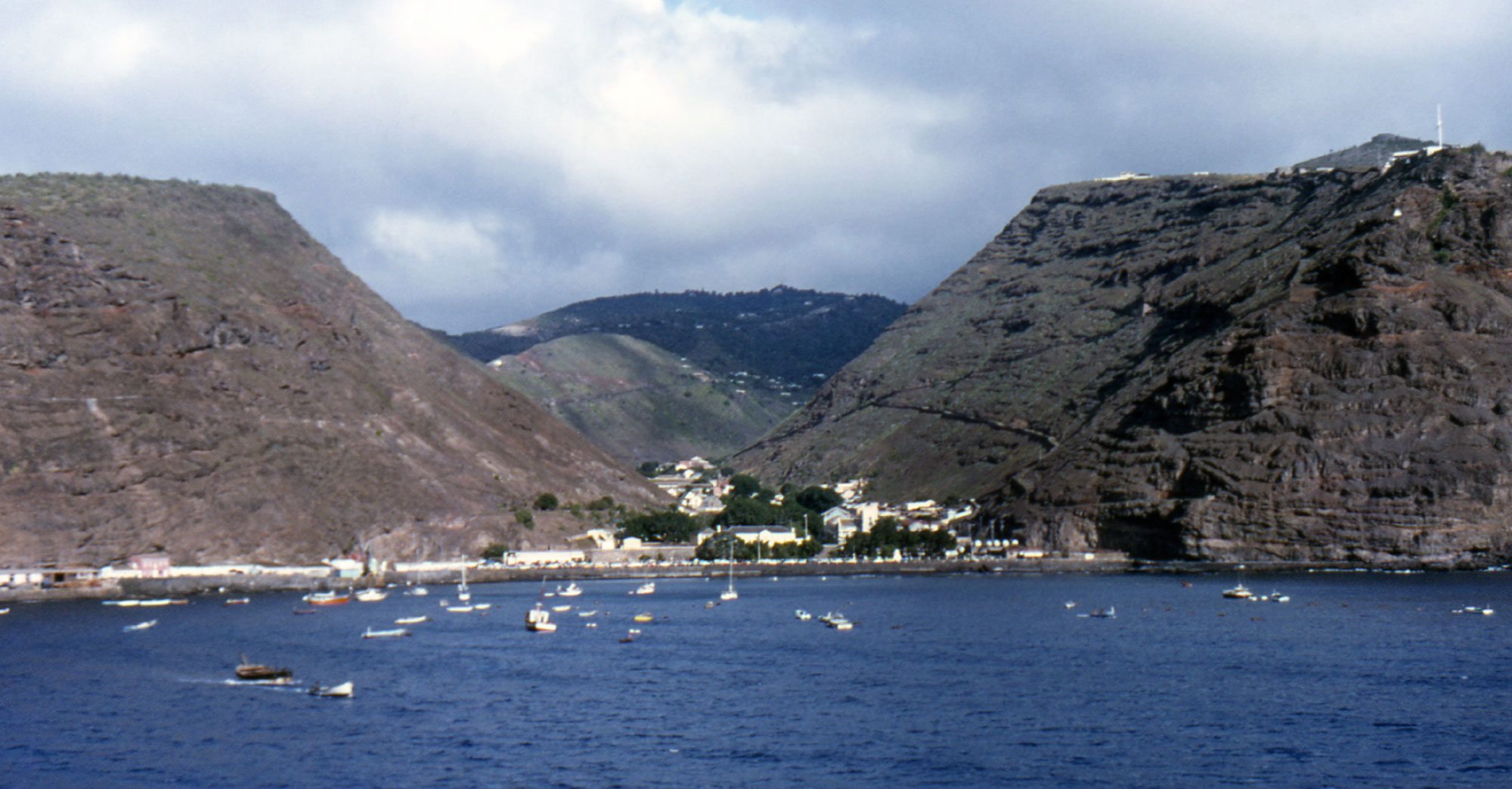
Fotografia de Jamestown em 1985.
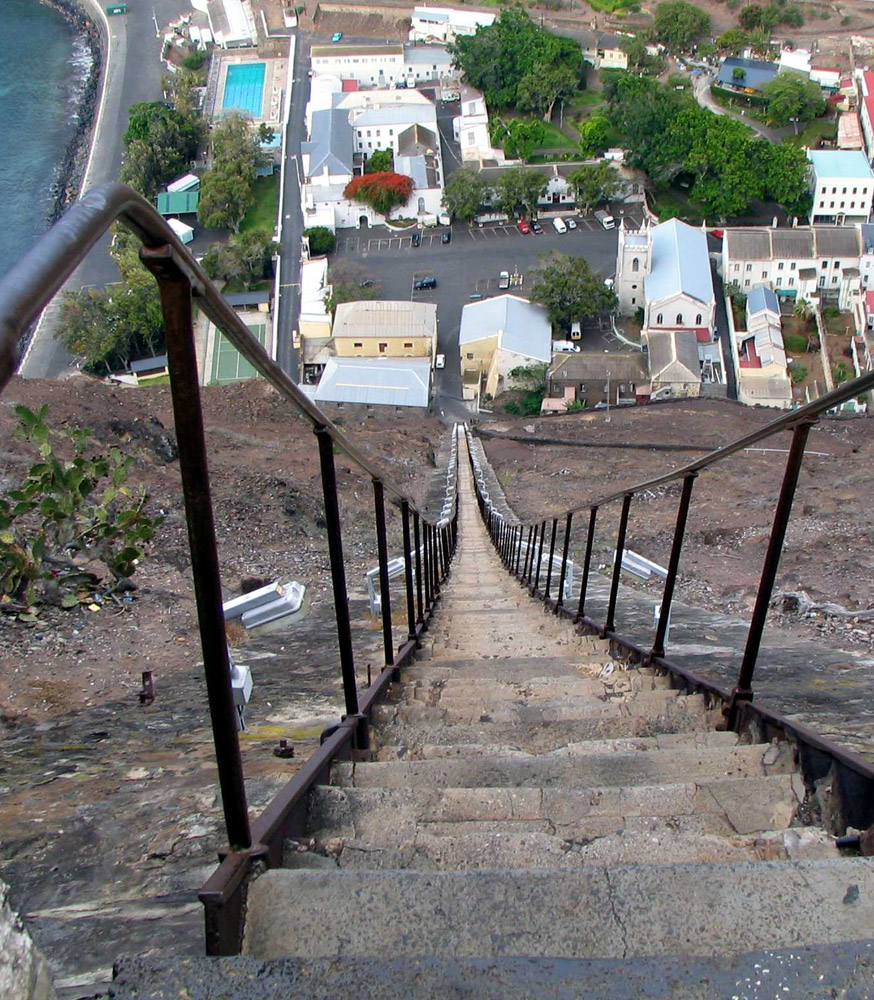
Foto da Escada de Jacó em Jamestown. Esta escada possui um total de 699 degraus.
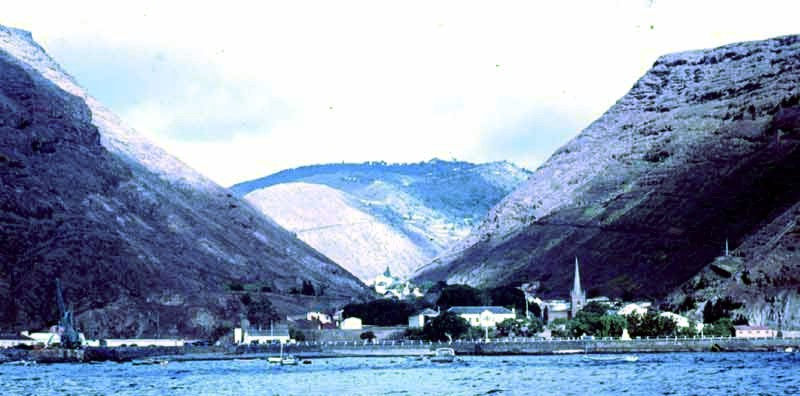
Fotografia de Jamestown em 1970.
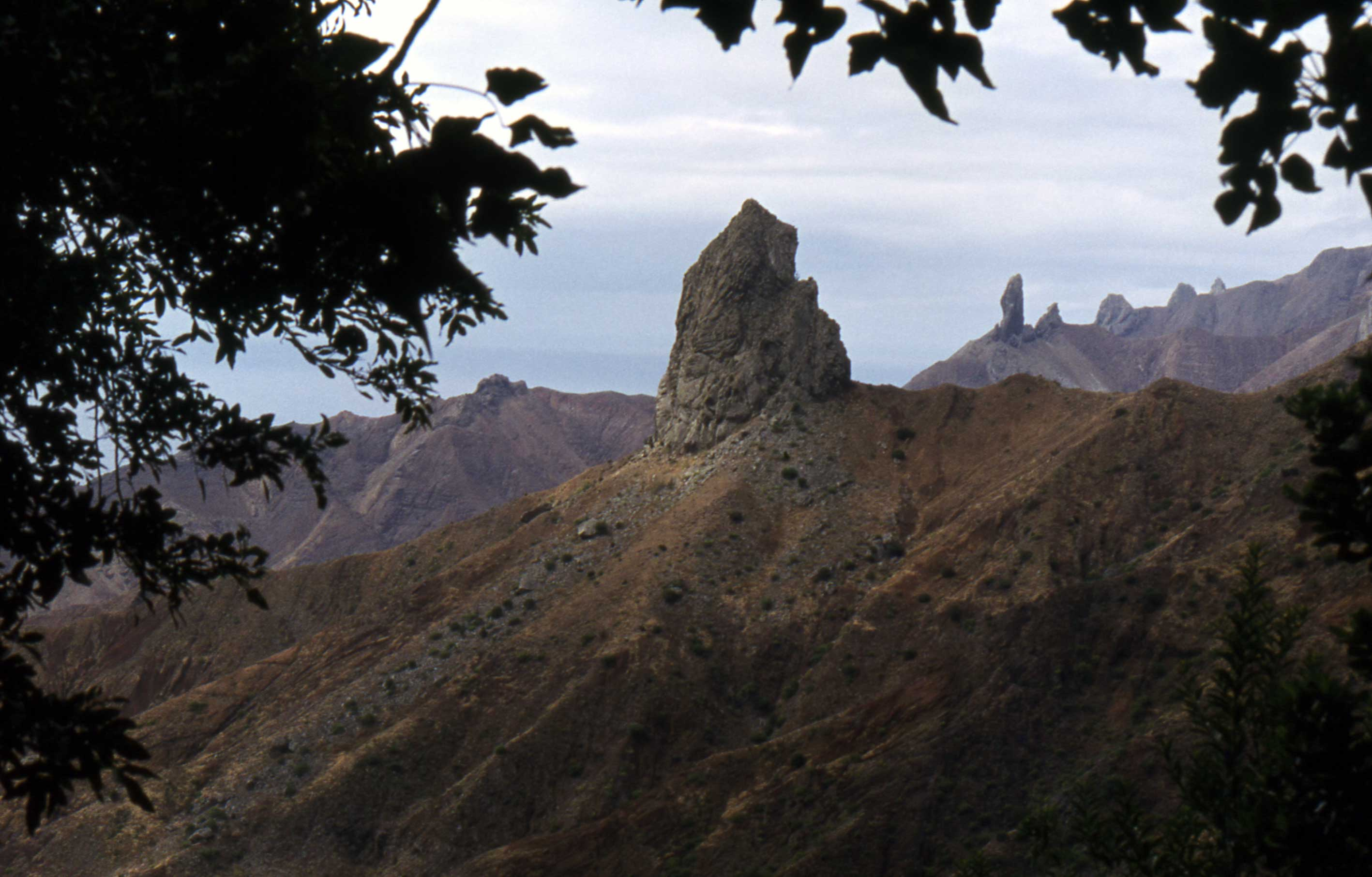
Santa Helena
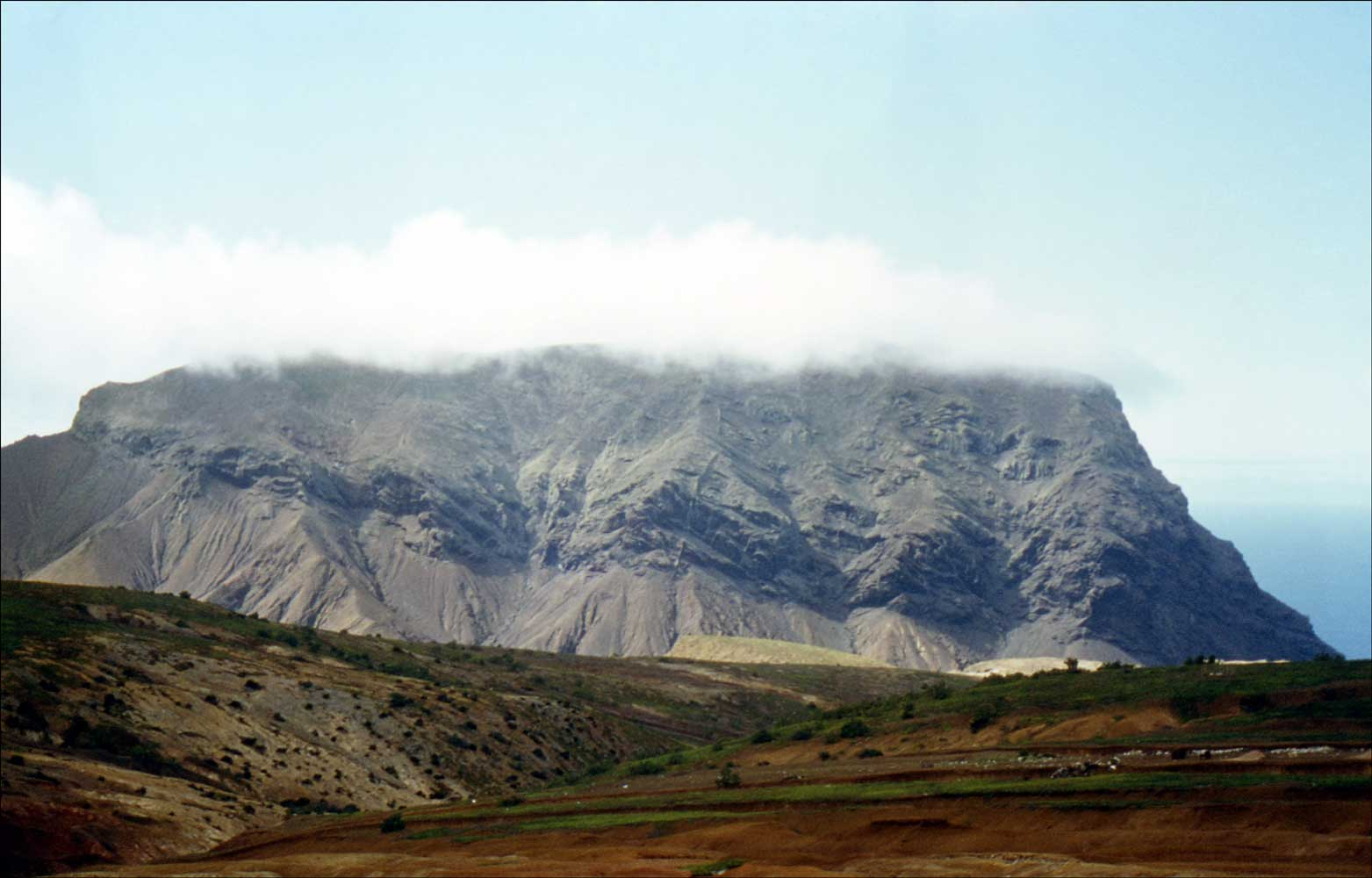
O morro "The Barn" em Santa Helena.
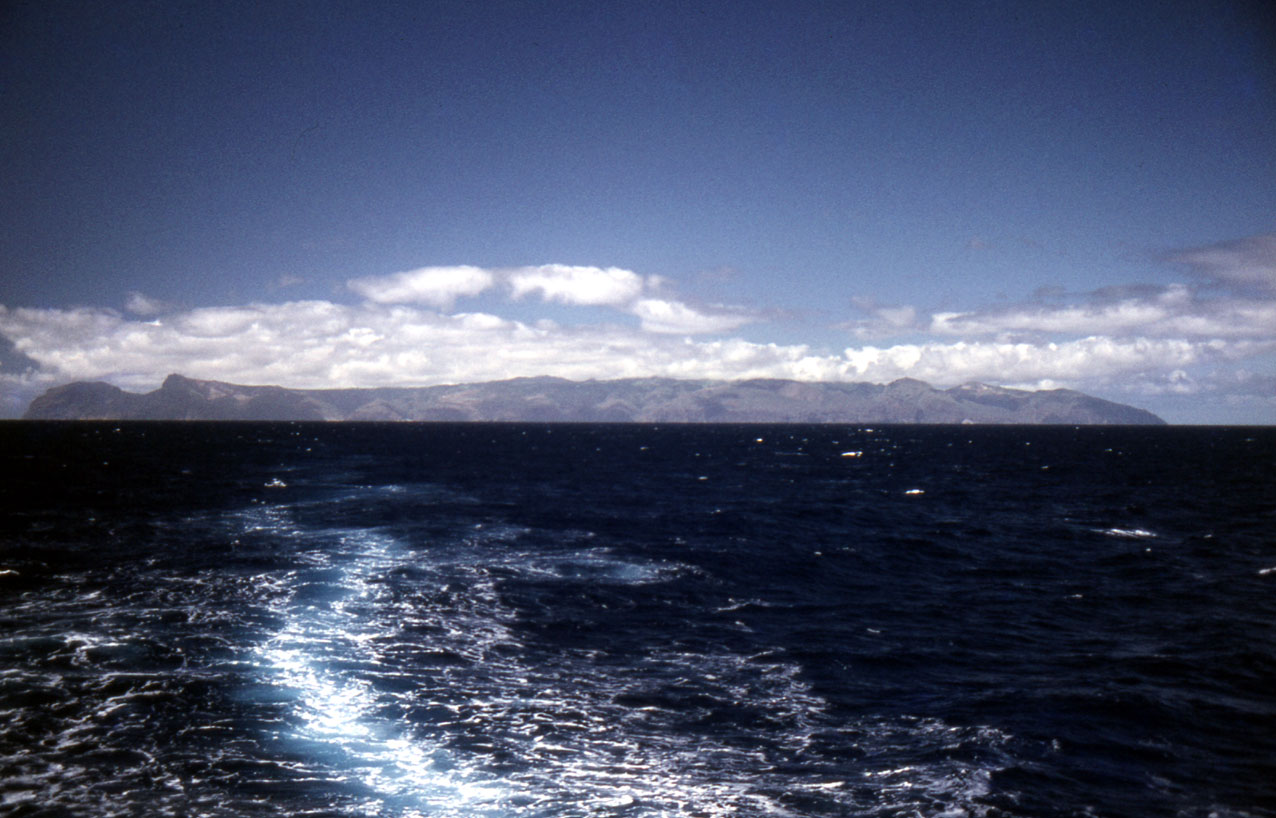
Vista de Santa Helena a partir do navio RMS St Helena.
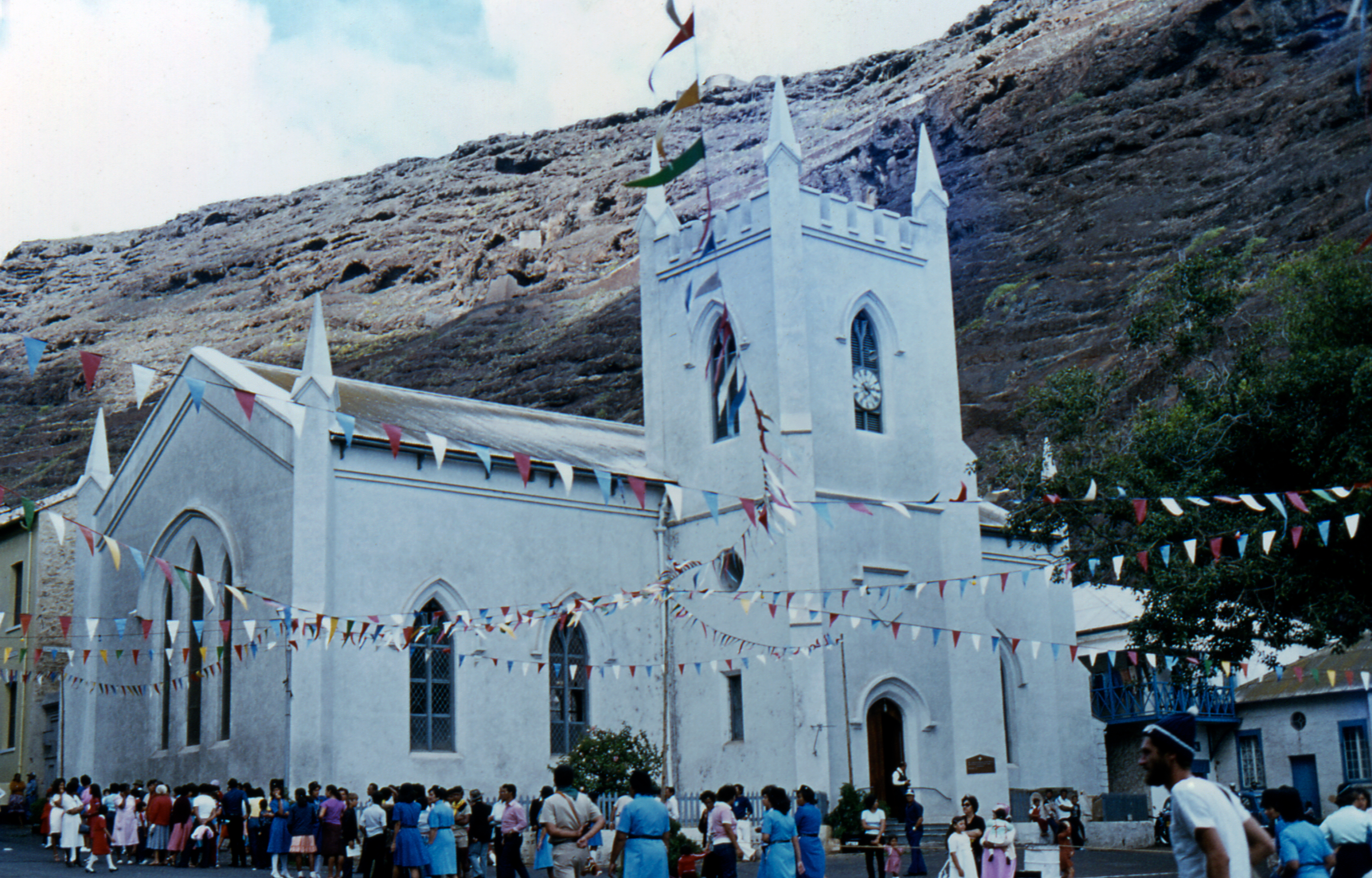
A igreja anglicana de St James em Jamestown.
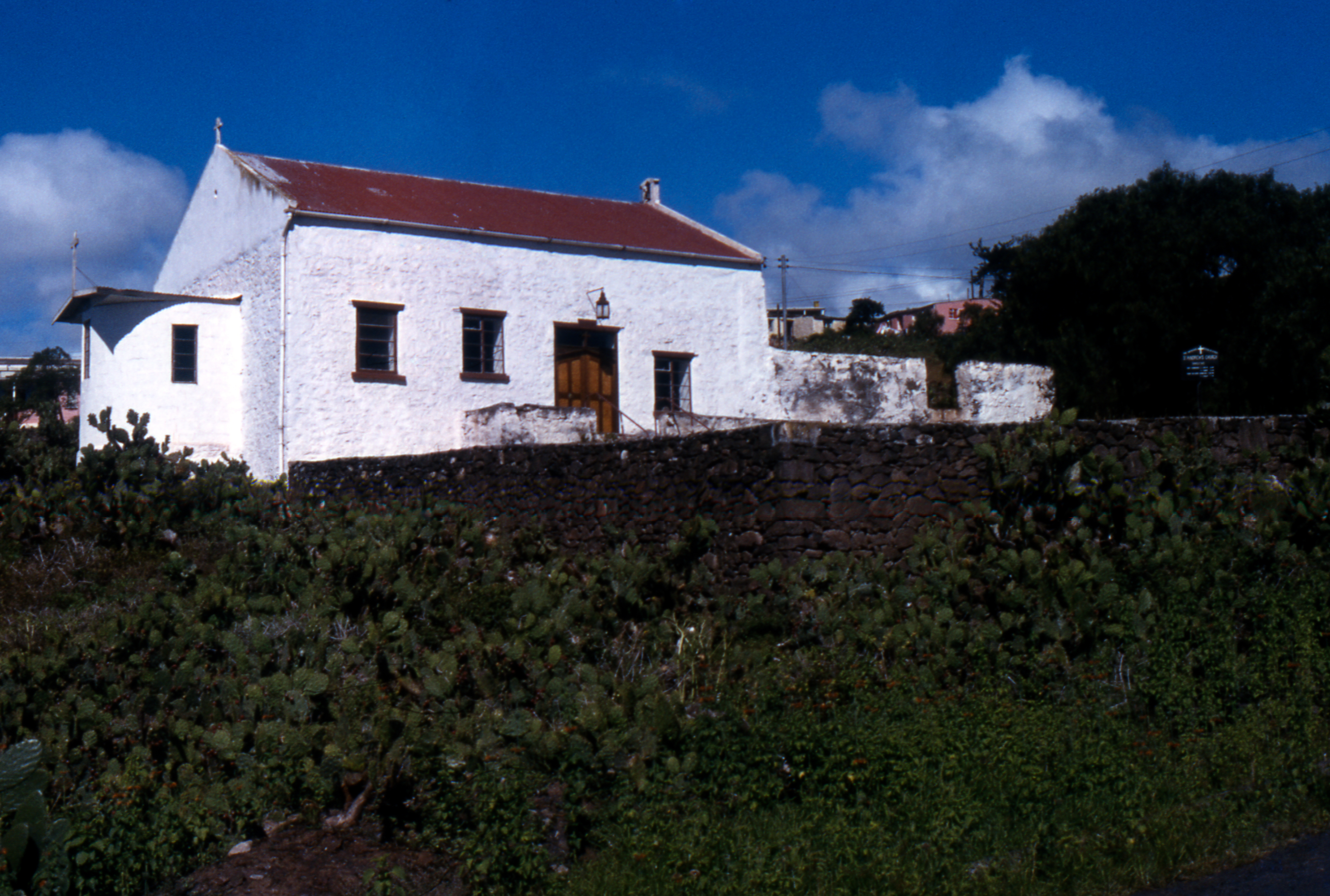
A igreja anglicana de St Andrew's em Santa Helena.
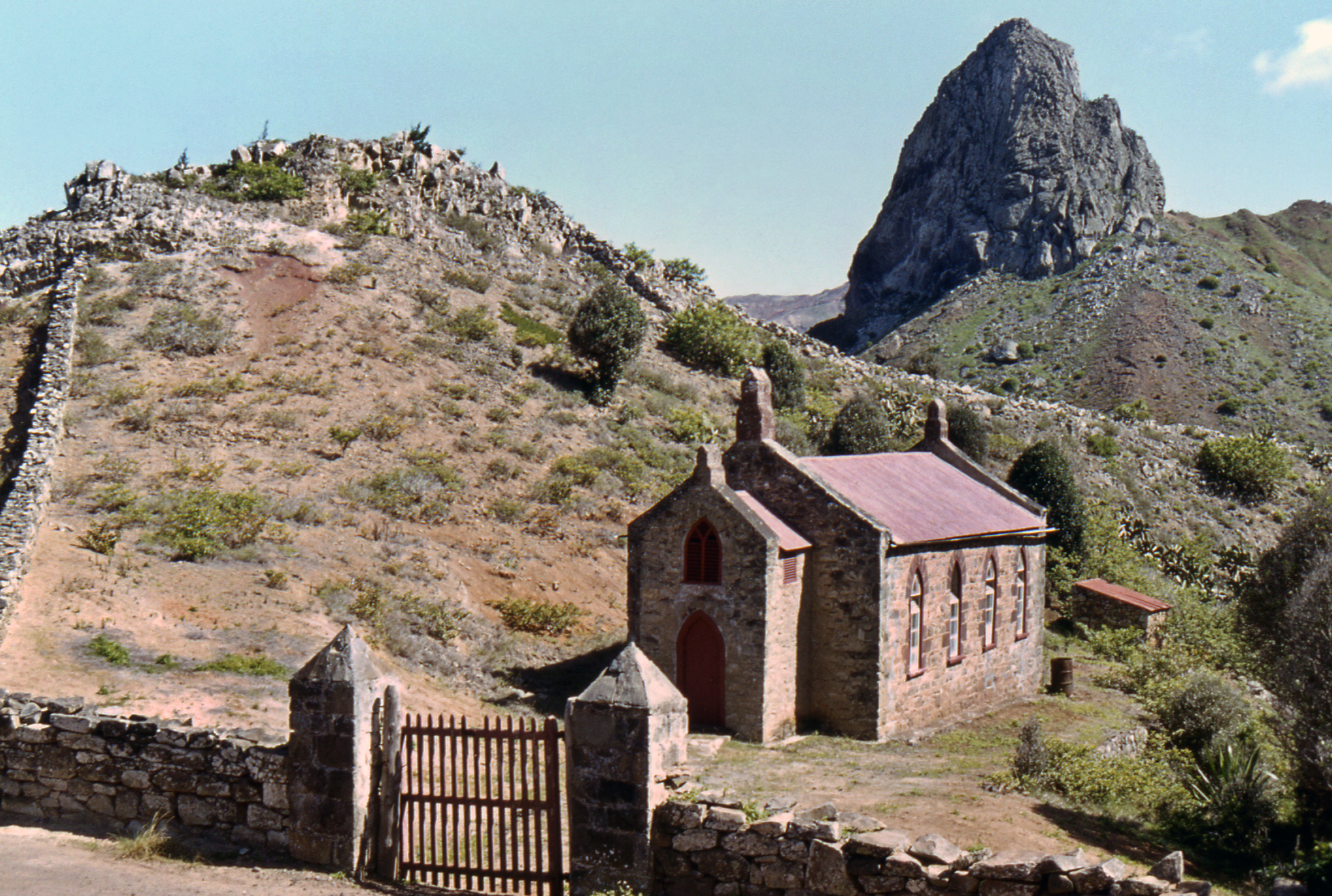
A capela batista de Sandy Bay em Santa Helena.